# جورج ساندرز
جورج ساندرز (انگلیسی: George Saunders؛ زادهٔ ۲ دسامبر ۱۹۵۸) یک نویسنده داستان کوتاه، رمان‌نویس و مقاله‌نویس اهل ایالات متحده آمریکا است. وی هم‌چنین در دانشگاه سیراکیوس به تدریس نویسندگی خلاق مشغول است.
مضمون غالب آثار وی پوچی مصرف‌گرایی و نقش رسانه‌های جمعی در زندگی معاصر است.
وی همچنین برنده جوایزی همچون کمک هزینه گوگنهایم شده‌است. وی هم‌چنین در سال ۲۰۱۷ میلادی با نگاشتن کتاب لینکلن در باردو توانست جایزهٔ ادبی من بوکر را ازآن خود کند. به این ترتیب وی دومین نویسنده آمریکایی است که برنده این جایزه شد.

## زندگی
جورج ساندرز در دوم دسامبر ۱۹۵۸ در آماریلو، تگزاس به دنیا آمد. او در حومه جنوبی شهر شیکاگو بزرگ شد و دوران دبیرستان را در مدرسه‌ای در اوک‌فارست، ایلینوی به پایان رساند. سپس به مدرسه معادن کلرادو واقع در گلدن، کلرادو رفت و در سال ۱۹۸۱ توانست مدرک کارشناسی مهندسی ژئوفیزیک خود را دریافت کند.